# Eduardo García Martín
Eduardo García Martín – noto solo come Edu García (Saragozza, 24 aprile 1990) è un calciatore spagnolo, del Shenzhen Xin Pengcheng, di ruolo centrocampista.

## Caratteristiche tecniche
È un centrocampista offensivo che può ricoprire diverse posizioni nel fronte offensivo, prediligendo quella di esterno sinistro a piede invertito

## Carriera

### Gli esordi in Spagna
Cresce giovanile del Real Saragozza, squadra della sua città natale, debuttando con la squadra filiale del Real Saragozza B. Viene convocato per alcuni allenamenti con la prima squadra senza però riuscire a ritagliarsi uno spazio. Dopodiché, acquisisce esperienza in piccole squadre della zona di Saragozza, come il Club Deportivo Ebro e la Sociedad Deportiva Ejea, giocando in Tercera División e in Segunda División B. Si mette positivamente in mostra, perciò viene nuovamente ingaggiato dal Real Saragozza, che nel frattempo non lo aveva perso di vista.
Nel 2016 arriva finalmente a giocare nella prima squadra del Real Saragozza, in Segunda División. Esordisce ufficialmente il 17 settembre 2016 nella vittoria casalinga per 2-0 contro l'Alcorcón, subentrando a Jordi Xumetra. Il 13 novembre segna il suo primo gol, nella partita vinta 2-0 contro il Mirandés
Chiude la stagione con 27 partite e 2 gol in campionato, più una presenza in Copa del Rey contro il Valladolid.

### La carriera asiatica
Nel 2017, rimasto svincolato, firma un contratto annuale con la squadra indiana del Bengaluru Football Club, dove trova il connazionale Albert Roca in panchina. Segna il primo gol della storia del Bengaluru nella Indian Super League, nella vittoria per 2-0 contro il Mumbai City FC allo Sree Kanteerava Stadium. Il Bengaluru conclude al primo posto la regular season, ma esce poi sconfitto per 2-3 dalla finale dei play-off contro il Chennaiyin. 
Nella stagione successiva si trasferisce in Cina, per giocare nella China League One con il Zhejiang Greentown. Trova in panchina il connazionale Sergi Barjuan. Si tratta di un trasferimento particolare, in quanto è la prima volta che un club della Indian Super League ottiene un pagamento da un club straniero per il trasferimento all'estero di un suo giocatore.
Il 1º gennaio 2019 passa all'ATK di Calcutta, tornando così nel calcio indiano. Trova come allenatore lo spagnolo Antonio López Habas. L'ATK vince la Indian Super League 2019-2020 e García alza così il primo trofeo della sua carriera, segnando anche un gol nella finale contro il Chennaiyin FC.
In seguito alla fusione con il Mohun Bagan Athletic Club, viene formata una nuova società denominata ATK Mohun Bagan Football Club. In panchina è confermato López Habas. Il neonato club arriva al secondo posto nella Super League, perdendo la finale contro il Mumbai City FC.
Nel 2021-2022, García si trasferisce all'Hyderabad Football Club, trovando lo spagnolo Manuel Márquez Roca in panchina. Con i gialloneri, vince la Indian Super League 2021-2022, secondo titolo personale per García e primo in assoluto per l'Hyderabad.
Nel 2022, torna in Cina, firmando con il Sichuan Jiuniu, squadra appartenente al City Football Group, nella seconda serie del campionato cinese di calcio.
Nel 2023, il Sichuan Jiuniu si assicura il titolo della League One e la promozione nella Super League cinese per la prima volta nella storia, dopo aver sconfitto il Liaoning per 1-0.
Il 24 gennaio 2024, la Federcalcio cinese ha confermato il trasferimento del club a Shenzhen, con il successivo cambio di denominazione del club in Shenzhen Peng City.

## Palmarès

### Club

#### Competizioni nazionali
- Indian Super League: 2

ATK: 2019-2020
Hyderabad: 2021-2022
- League One (Cina): 2

Shenzhen Xin Pengcheng:2023